# Nine Mile Falls
Nine Mile Falls az Amerikai Egyesült Államok északnyugati részén, Washington állam Spokane és Stevens megyéiben elhelyezkedő önkormányzat nélküli település.
Nine Mile Falls postahivatala ma is működik. A településen két általános iskola, egy középiskola és egy gimnázium van, emellett itt található az 1810-ben felépült Spokane House kereskedőhely, amely a térség első, fehér bőrűek által lakott helye. 1908-ra elkészült a Nine Mile gát, amely a Spokane folyón található vízesést elapasztotta.

## Fordítás
Ez a szócikk részben vagy egészben  a   Nine Mile Falls, Washington című angol Wikipédia-szócikk ezen változatának fordításán alapul.  Az eredeti cikk szerkesztőit annak laptörténete sorolja fel. Ez a jelzés csupán a megfogalmazás eredetét és a szerzői jogokat jelzi, nem szolgál a cikkben szereplő információk forrásmegjelöléseként.